# Shin-Kōenji (métro de Tokyo)
Shin-Kōenji (新高円寺駅, Shin-Kōenji-eki) est une station du métro de Tokyo sur la ligne Marunouchi dans l'arrondissement de Suginami à Tokyo. Elle est exploitée par le Tokyo Metro.

## Situation sur le réseau
La station Shin-Kōenji est située au point kilométrique (PK) 2,7 de la ligne Marunouchi.

## Histoire
La station a été inaugurée le 1er novembre 1961 sur la ligne Marunouchi.

## Services aux voyageurs

### Accès et accueil

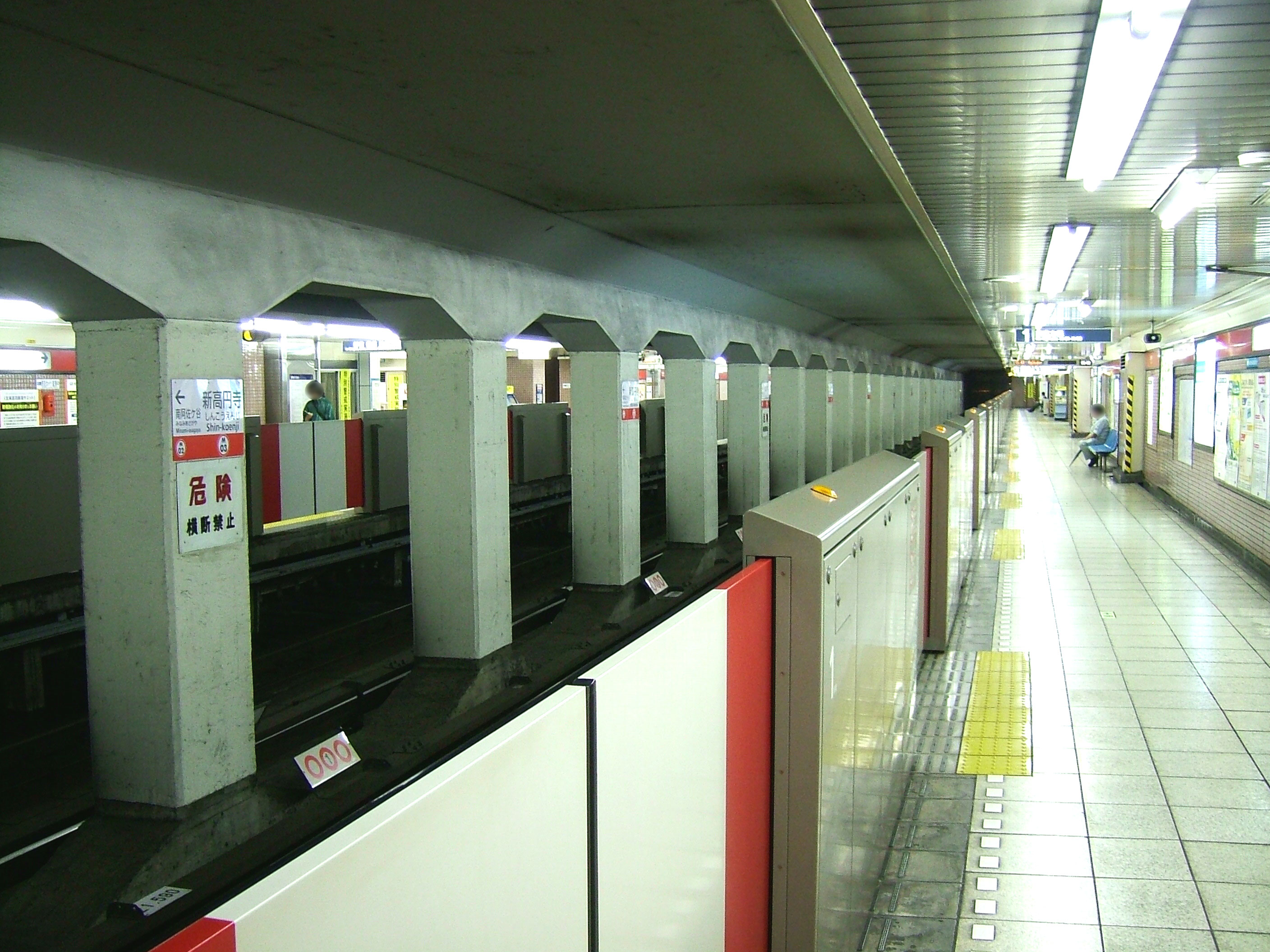
Quais de la ligne Marunouchi

La station est ouverte tous les jours.
En moyenne en 2015, 35 977 voyageurs ont fréquenté quotidiennement la station.

### Desserte
Ligne Marunouchi :
- voie 1 : direction Ogikubo
- voie 2 : direction Ikebukuro

## A proximité
- Kōenji